# Sajópüspöki
Sajópüspöki község Borsod-Abaúj-Zemplén vármegyében, a Putnoki járásban.

## Fekvése
Borsod-Abaúj-Zemplén vármegye északnyugati részén, a Sajó jobb partján terül el; Ózdtól 12, Putnoktól 10 km távolságra. A község szlovák határ menti oldalát dombok övezik, másik oldalán folyik a Sajó.
A település főutcája a 25-ös főút, amely végighúzódik a lakott területén. A főútból, annak 77. kilométerénél, már Sajópüspöki és Sajónémeti határán ágazik ki egy öt számjegyű mellékút, a 25 124-es út, amely ez utóbbi település központjába vezet.
A község területét vasútvonal nem érinti, de nagyon közel húzódik hozzá a Miskolc–Bánréve–Ózd-vasútvonal, amelynek három megállóhelye (Bánréve vasútállomás, Bánrévei Vízmű megállóhely és Sajónémeti megállóhely) is legfeljebb 3–4 kilométerre található.
A Sajó-völgy településeként a felszínét nagy részben folyóvízi homok, kavics, teraszkavics, kisebb részben lösz és glaciális vályog fedi. Éghajlata a mérsékelten nedves típushoz közelít, ezért a megművelhető területeken a szántóföldi és a kevésbé meleg igényes kertészeti növények termesztését részesítik előnyben. Elsősorban a fejeskáposzta, a vöröshagyma és zöldségnövények szerepelnek a termesztett növények között. Árvizek főleg kora tavasszal és nyár elején fordulnak elő.
Tetemes az árterület, amelyet leginkább rétnek és legelőnek, valamint szántóföldnek használnak. Növényzete a pannóniai flóratartomány Északi-középhegység flóravidékének Tornense flórajárásába tartozik; gazdag a falu határának növény- és állatvilága. Az eredeti növénytakarót nagyrészt mezőgazdasági területek váltották fel, de a megmaradt erdőkben szép gyertyános- és cseres-tölgyesek, kisebb részben fenyvesek találhatóak. Több védett madárfajnak is fészkelőhelye a határ, például az egerészölyvé.
Sajópüspökitől északnyugatra, a szlovák határ túloldalán található a Rima torkolata.

## Története
Első okleveles említése 1263-ból való, amikorra királyi tizedszedők előtt megjelent a Sajópüspöki Mátyás magister, ez egyszersmind azt is jelzi, hogy ekkor már plébánia volt a községben. 1294-ben, amikor III. András király az esztergomi érseknek adományozta, Pispuki írásmóddal fordult elő a neve, a pápai tizedjegyzékekben 1332-37-ben pedig Pyspuk néven szerepel ugyanez a település.
A 14. században a Putnokyak a földesurai, 1411-ben azonban már a rozsnyói püspökség birtokai között találjuk. Temploma régóta volt, de 1753-ban olyan rossz állapotba került, hogy az összeomlás veszélye fenyegette. A jelenlegi késő barokk stílusú templom alapjait 1792-ben rakták le, és 1794-ben szentelték fel, Kisboldogasszony tiszteletére. A tornyot a királyi kamara építtette hozzá 1799-ben. Mivel a község csaknem folyamatosan az egyház tulajdonában volt, lakói mindvégig katolikusok maradtak.
A község 1969-ben elveszítette önállóságát és Bánrévéhez csatolták, majd 1991-ben a rendszerváltozás után, újra saját önkormányzattal bíró község lett.
Jelenleg lakossága főként növénytermesztéssel foglalkozik, a térség városait látja el kertészeti termékekkel. Az ózdi kohászat leépítése az itteni lakosságot is érzékenyen érintette és munkanélküliséget idézett elő. A társas vállalkozásokat a mezőgazdaságban egy kft. és egy szövetkezet, a kereskedelemben egy Gm, a szolgáltatásban három nonprofit szervezet képviseli. Egyéni vállalkozóként mindössze két kisiparos tevékenykedik Sajópüspökiben.

## Közélete

### Polgármesterei
- 1990–1994: Varga Lajos Endre (független)[3]
- 1994–1998: Varga Lajos Endre (MDF-KDNP)[4]
- 1998–2002: Reményi Lajos (független)[5]
- 2002–2006: Varga Zoltánné (független)[6]
- 2006–2010: Varga Zoltánné (független)[7]
- 2010–2014: Varga Zoltánné (független)[8]
- 2014–2019: Varga Zoltánné (független)[9]
- 2019–2024: Varga Zoltánné (független)[10]
- 2024– : Varga Zoltánné (független)[1]

## Népesség
A település népességének változása:
| Lakosok száma | 494  | 486  | 471  | 451  | 490  | 468  | 465  |
|               | 2013 | 2014 | 2015 | 2021 | 2022 | 2023 | 2024 |

A 2001-es népszámláláskor a település lakosságának 97%-a magyar, 3%-a cigány nemzetiségűnek vallotta magát.
A 2011-es népszámlálás során a lakosok 90,8%-a magyarnak, 6,3% cigánynak, 0,2% görögnek, 0,4% németnek mondta magát (9,2% nem nyilatkozott; a kettős identitások miatt a végösszeg nagyobb lehet 100%-nál). A vallási megoszlás a következő volt: római katolikus 67,5%, református 6,9%, görögkatolikus 1,3%, evangélikus 1%, felekezeten kívüli 7,5% (14,4% nem válaszolt).
2022-ben a lakosság 91%-a vallotta magát magyarnak, 11,2% cigánynak, 1,2% szlováknak, 0,2% németnek, 0,2% románnak, 0,4% egyéb, nem hazai nemzetiségűnek (9% nem nyilatkozott; a kettős identitások miatt a végösszeg nagyobb lehet 100%-nál). Vallásuk szerint 42,7% volt római katolikus, 5,1% református, 1,6% görög katolikus, 1,4% egyéb keresztény, 0,2% evangélikus, 10,4% felekezeten kívüli (38,2% nem válaszolt).

## Környező települések
Sajónémeti és Bánréve 3 km-re, Serényfalva és Hét (település) 6 km-re. A legközelebbi városok: Ózd 10 km-re, Putnok 6 km-re.

## Nevezetességei
- Római katolikus templom

## Képgaléria

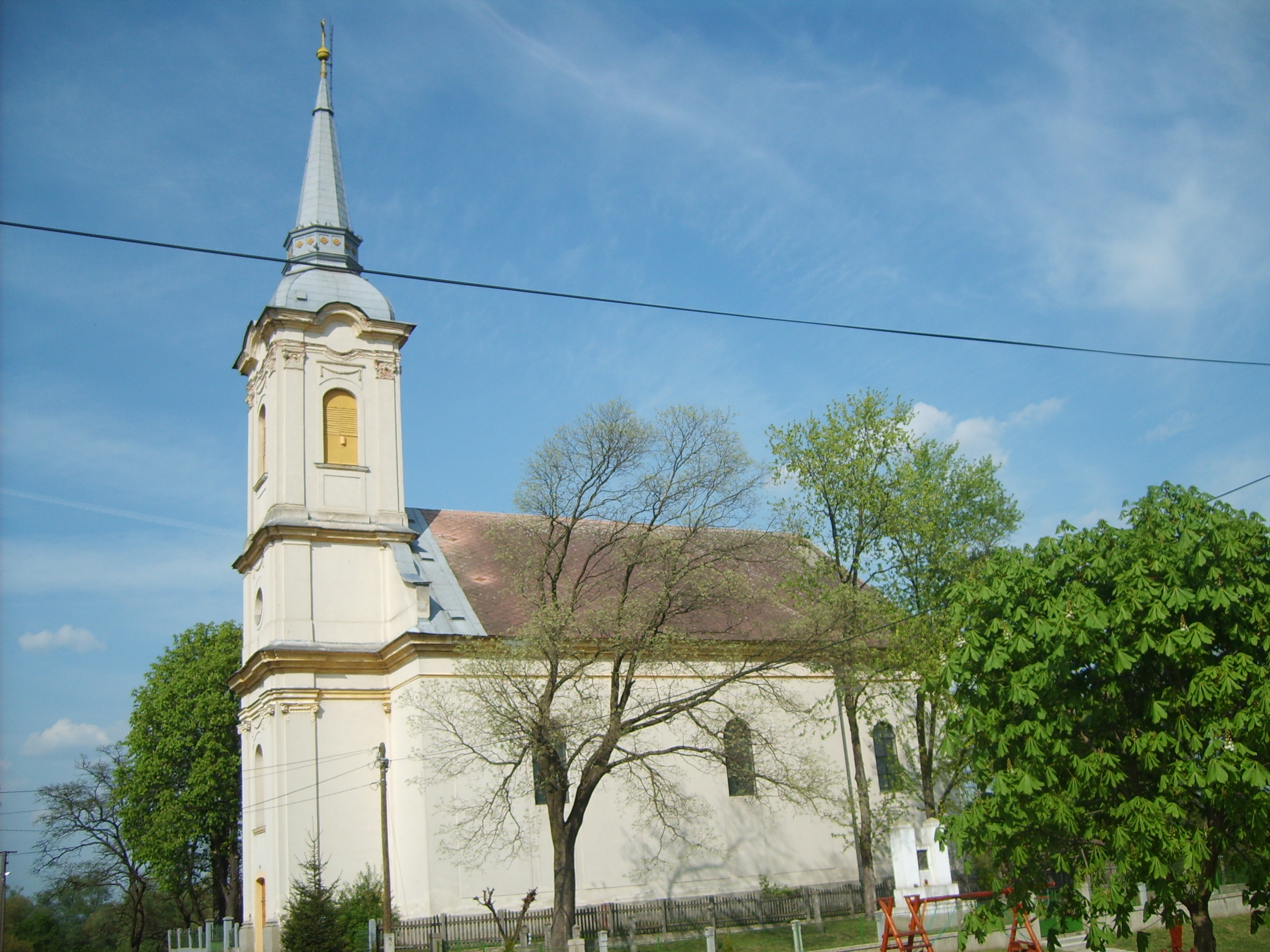
Római katolikus templom
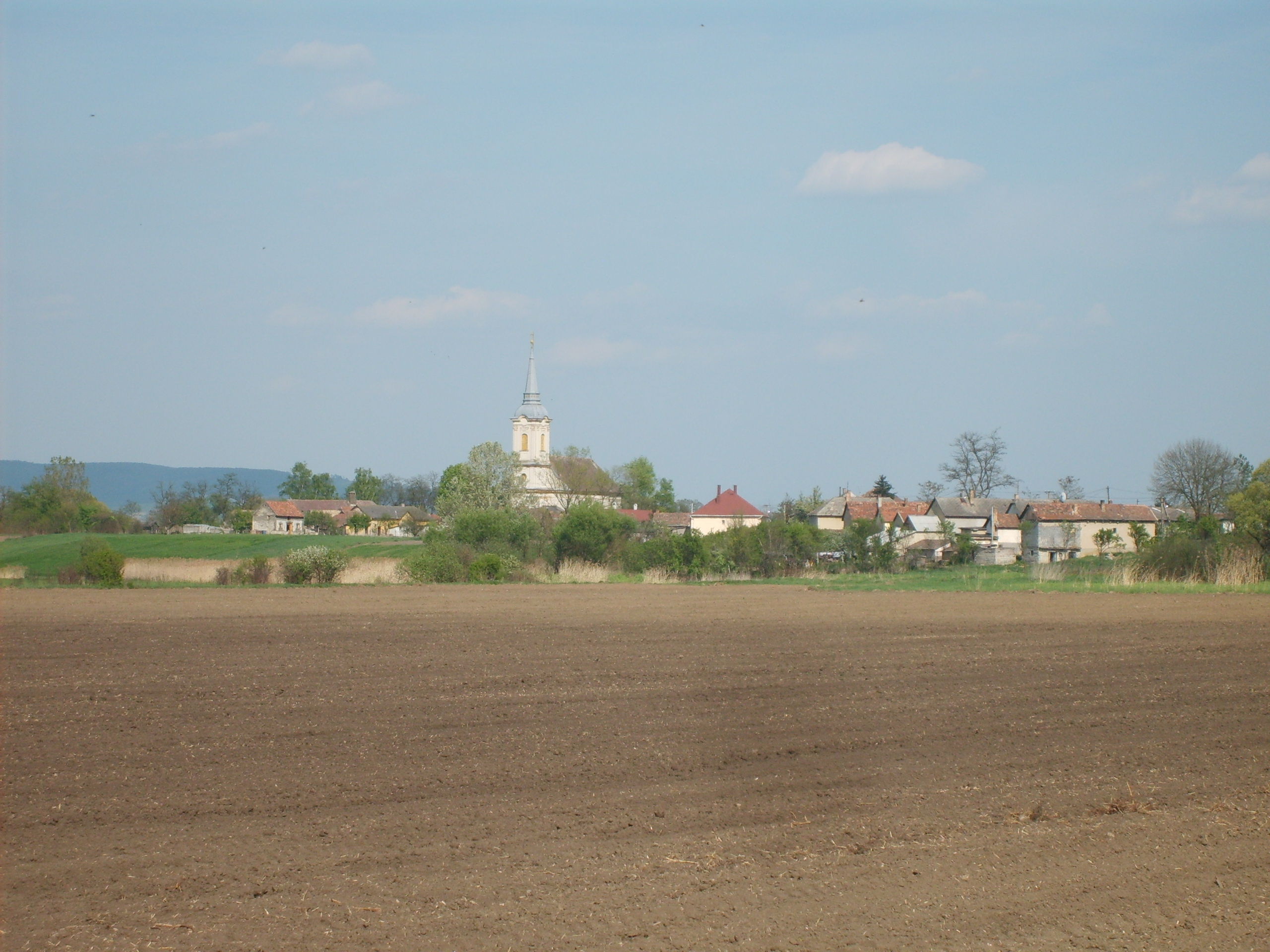
Sajópüspöki látképe
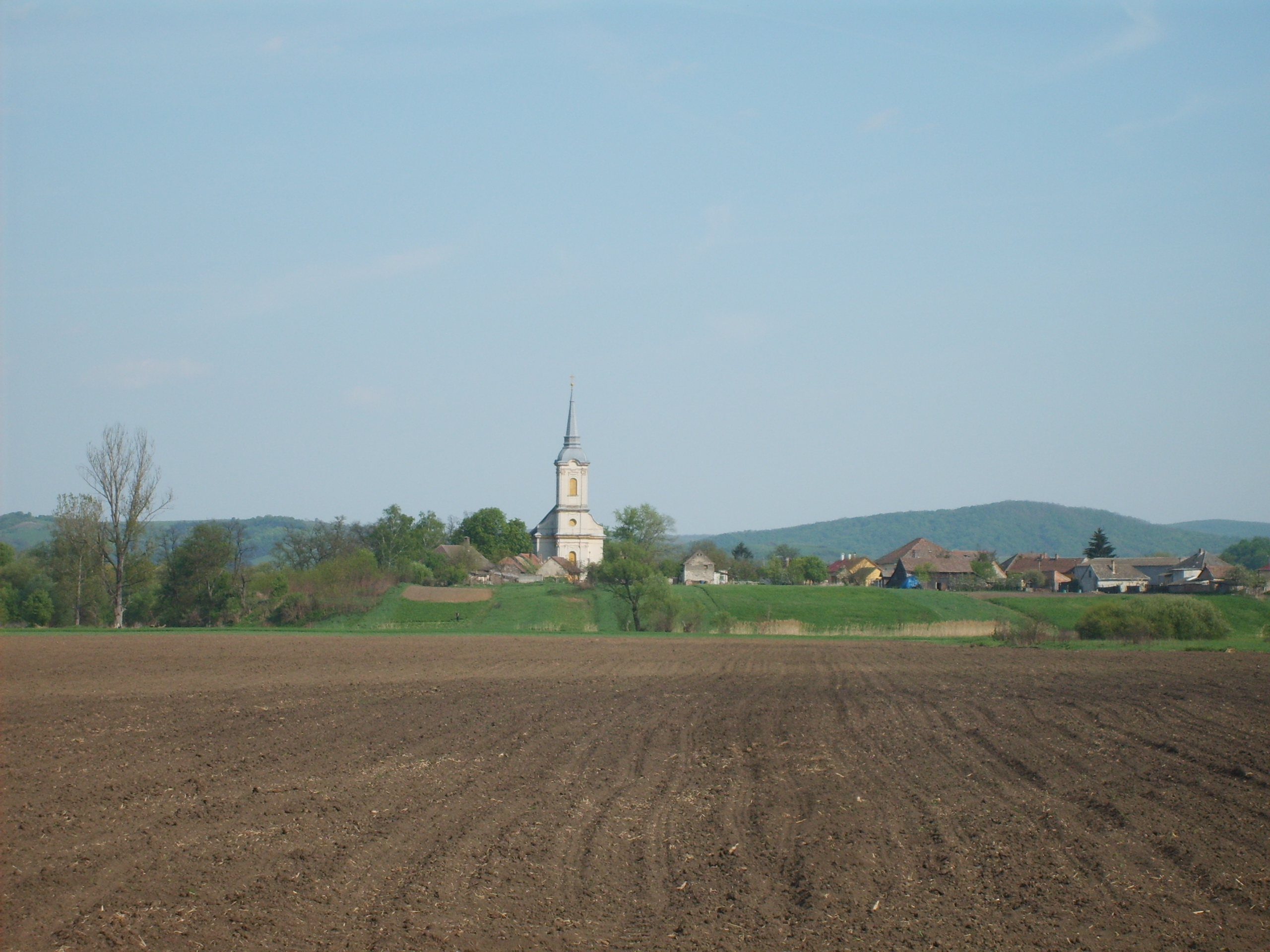
Sajópüspöki
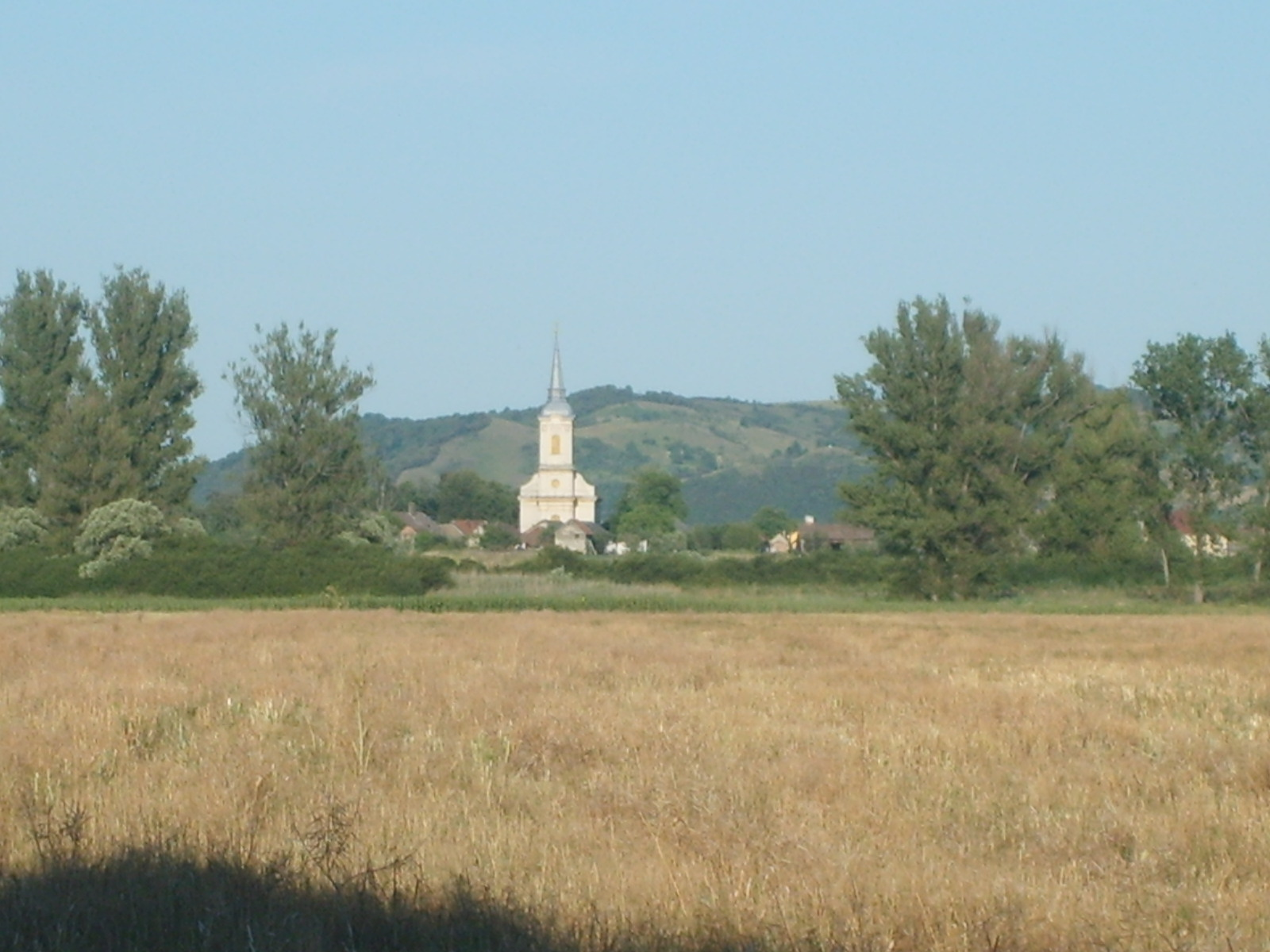
Látkép Velkenye felől
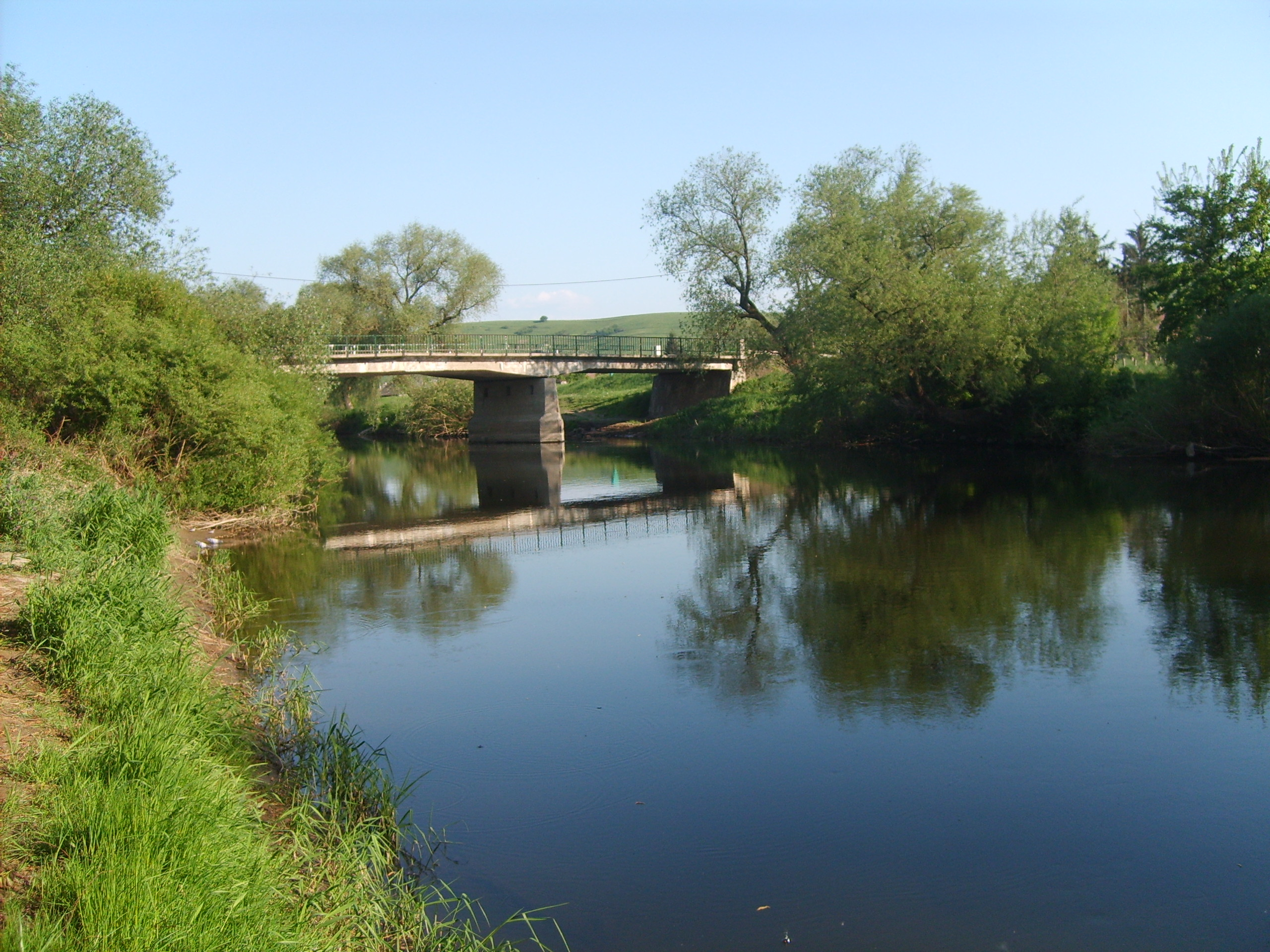
A Sajó a község határában
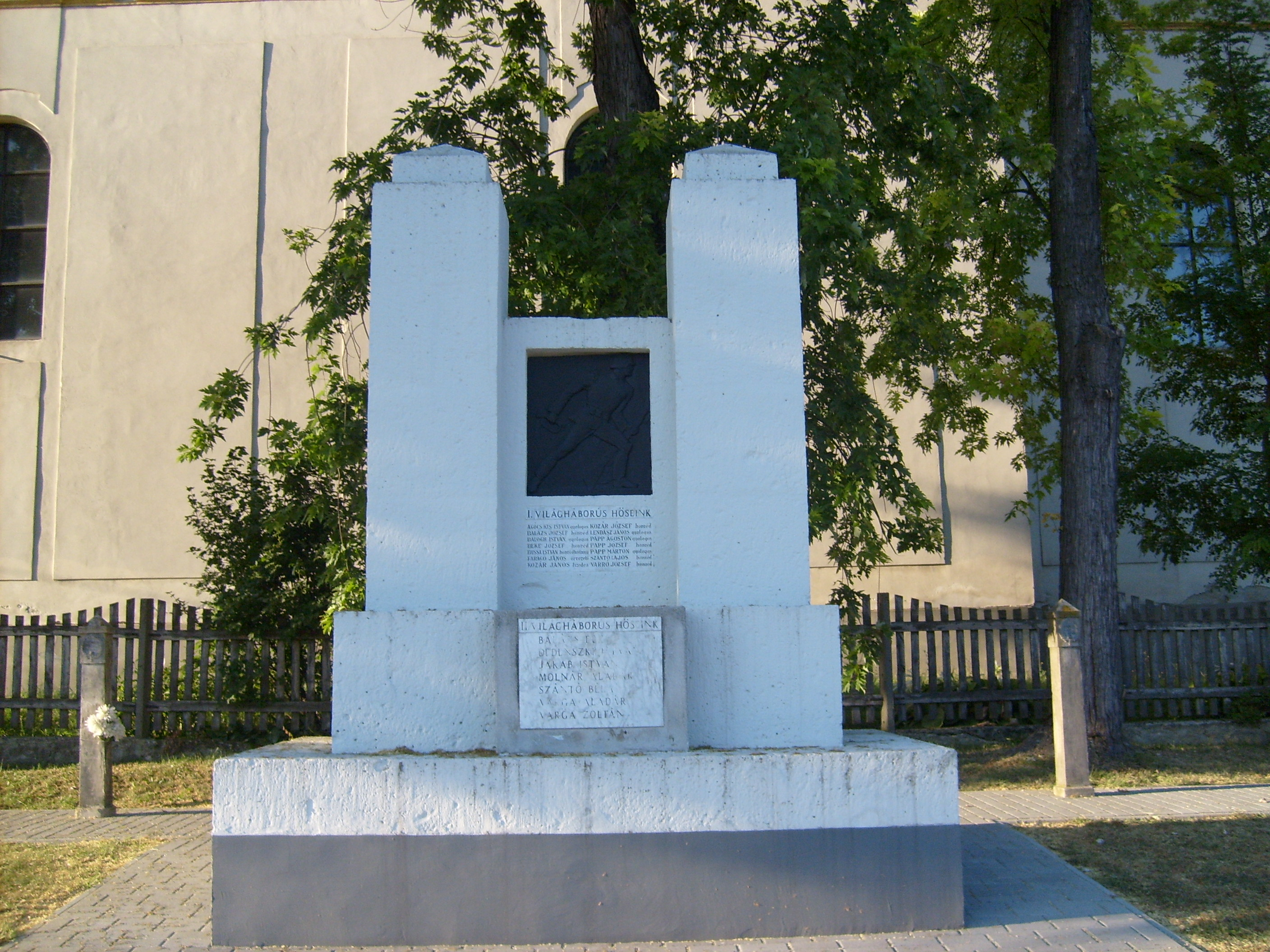
A hősi emlékmű
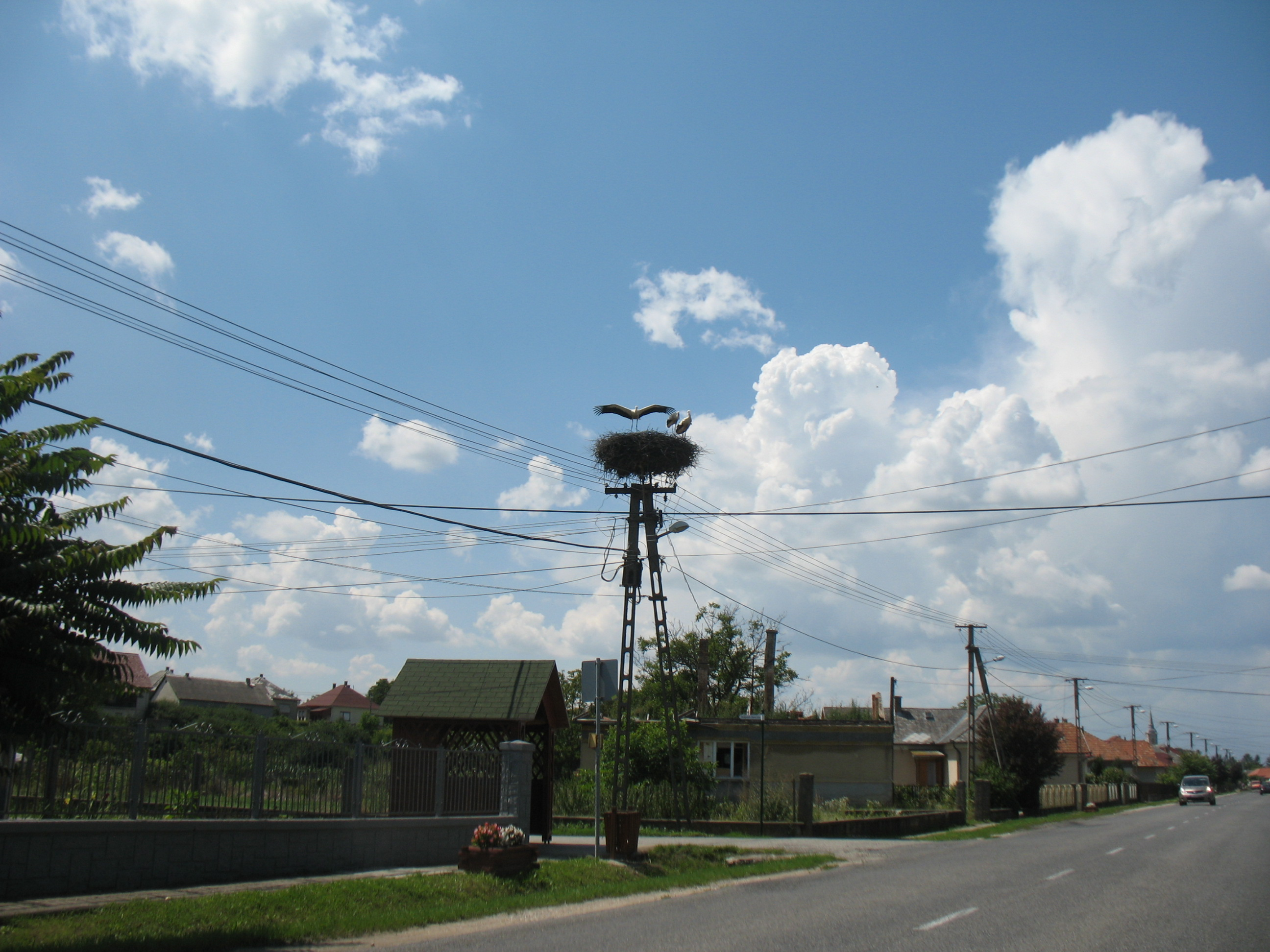
Fehér gólya fészke a településen
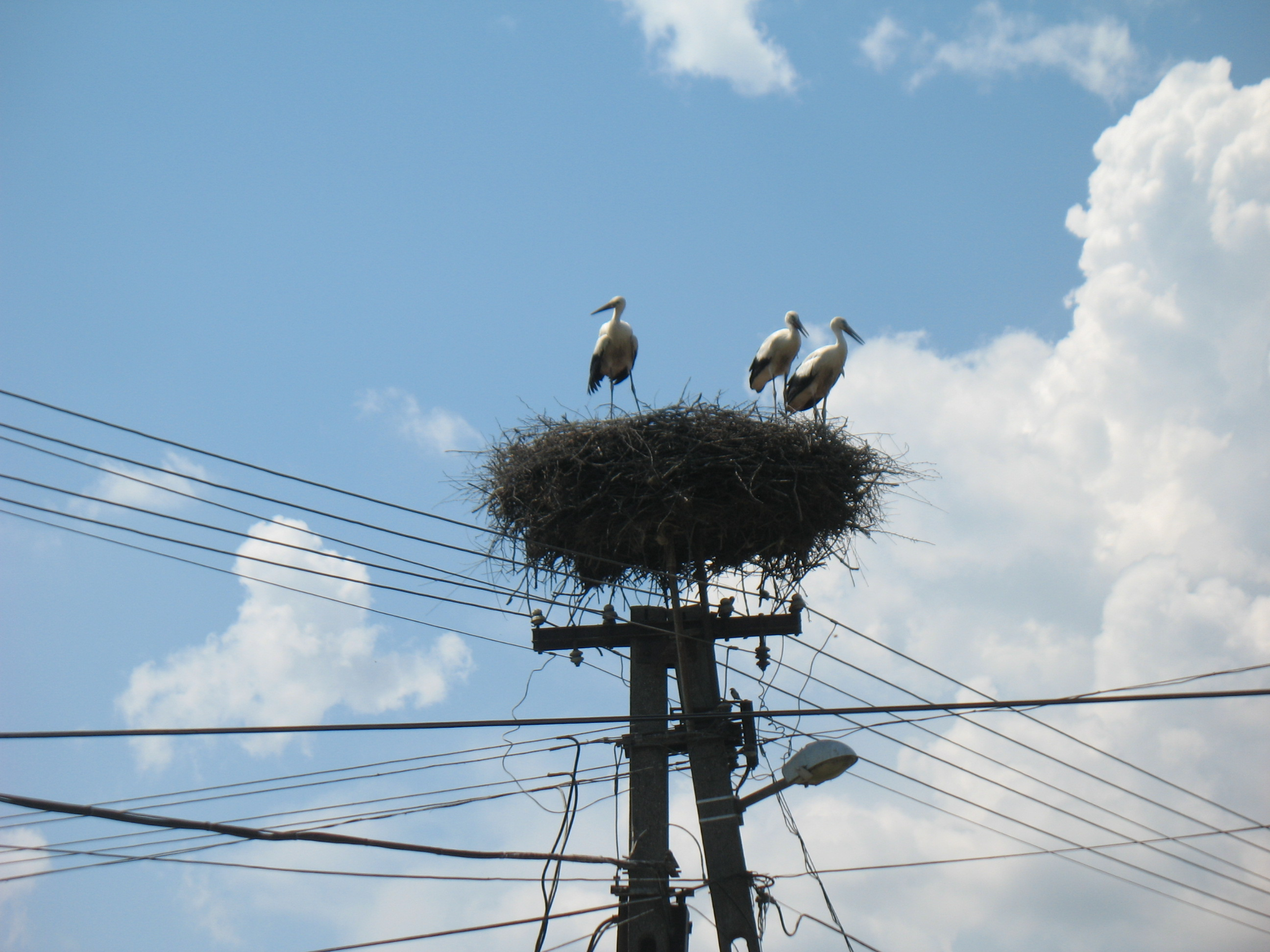
Gólyafészek a településen